# Batracomorphus laodamia
Batracomorphus laodamia är en insektsart som beskrevs av Knight 1983. Batracomorphus laodamia ingår i släktet Batracomorphus och familjen dvärgstritar. Inga underarter finns listade i Catalogue of Life.